# (180) Garumna
(180) Garumna est un astéroïde de la ceinture principale découvert par Henri Perrotin le 29 janvier 1878.

## Compléments